# Renata Colombo
Renata Colombo (Birigui, 25 febbraio 1981) è una pallavolista brasiliana.
Gioca nel ruolo di opposto nello Esporte Clube Pinheiros.

## Carriera
Renata Colombo, conosciuta anche col nome di Renatinha, comincia a giocare a pallavolo all'età di dodici anni nella sua città, Birigui. Nel 1996 entra a far parte della sua prima squadra di club, il Votuporanga, per poi passare l'anno successivo al Clube de Campo de Piracicaba.
Nel 1998 viene ingaggiata dall'importante club dell'Associação Desportiva Classista BCN: dopo solo una stagione, durante un semplice intervento per la rimozione delle tonsille, le viene diagnosticato un tumore nel tratto cervicale: dopo aver subito un'operazione che le ha permesso l'impianto di una placca in titanio, ritorna a giocare dopo un anno e tre mesi, contro il parere dei medici, per l'ultima parte di stagione nel São José Esporte Clube. L'anno successivo ritorna all'Associação Desportiva Classista BCN.
Dal 2002 al 2005, gioca prima nel São Caetano e poi nell'Automóvel Clube Fluminense, ottenendo buoni successi nelle competizioni brasiliane: proprio nel 2005 ottiene la sua prima convocazione in nazionale vincendo tre medaglie d'oro al campionato continentale, alla Grand Champions Cup e al World Grand Prix. Nello stesso anno viene acquistata dal Rio de Janeiro Vôlei Clube, squadra con la quale resta legata per tre stagioni, ottenendo diversi successi in campionato. Il 2006 è il suo ultimo anno in nazionale, con un nuovo oro al World Grand Prix e chiuso da un argento al campionato mondiale.
Nel 2008 va al campionato giapponese, nella squadra delle Toyota Queenseis, dove resta per due stagioni, risultando essere alla fine del suo primo campionato la miglior realizzatrice con ben 668 punti. Nella stagione 2010-11 si trasferisce in Italia, ingaggiata dalla Robur Tiboni Urbino Volley, in serie A1, con la quale vince la Coppa CEV.
Nella stagione 2011-12, viene ingaggiata dal Baku, squadra del campionato azero, mentre nella stagione successiva ritorna in patria ingaggiata dal São Bernardo; al termine del campionato va a giocare per un mese in Indonesia nel Gresil Petrokimia.
Nella stagione 2013-14 torna in Brasile per giocare nel Barueri. Nella stagione seguente veste invece la maglia dello Pinheiros, col quale si aggiudica la Coppa del Brasile. Gioca sempre in Superliga Série A sia per il campionato 2015-16 col São Bernardo, sia per quello 2016-17 con il Fluminense.

## Palmarès

### Club
- Campionato brasiliano: 3

2005-06, 2006-07, 2007-08
- Coppa del Brasile: 1

2015
- Coppa CEV: 1

2010-11
- Coppa dell'Imperatrice: 1

2008

### Nazionale (competizioni minori)
- Montreux Volley Masters 2005
- Trofeo Valle d'Aosta 2005
- Montreux Volley Masters 2006
- Coppa panamericana 2006

### Premi individuali
- 2007 - Coppa del Brasile: Miglior attaccante